# Herbera bigotuda
Melocichla mentalis és una espècie d'ocell de la família dels macrosfènids (Macrosphenidae) i l'única espècie del gènere Melocichla. Habita praderies i boscos de ribera de l'Àfrica subsahariana], des del Senegal i Gàmbia cap a l'est fins a l'oest d'Etiòpia, i cap al sud fins a Angola, Zàmbia i Moçambic. Absent de les zones de selva humida de l'Àfrica central i Occidental.